# 사염화 티타늄
사염화 티타늄(Titanium tetrachloride), 사염화 티탄, 사염화 타이타늄은 화학식 TiCl4를 갖는 무기 화합물이다. 티타늄 금속과 안료인 이산화티타늄 생산에 중요한 중간체이다. TiCl4는 휘발성 액체이다. 습한 공기와 접촉하면 이산화티타늄(TiO2)과 염산의 두꺼운 구름이 형성되는데, 이는 이전에 연기 기계에 사용하기 위해 활용되었던 반응이다.

## 독성 및 안전
사염화티타늄으로 인한 위험은 일반적으로 염산을 방출하는 물과의 반응으로 인해 발생한다. 염산은 그 자체로 심각한 부식성을 가지며 염산의 증기도 극도로 자극적이다. TiCl4는 테트라히드로푸란(THF)나 물과 같은 약한 염기와도 발열 반응으로 부가물을 형성하는 강한 루이스산이다.